# アサ
アサ（麻、学名: Cannabis sativa）は、中央アジア原産とされるアサ科アサ属の一年生の草本であり雌雄異株である。大麻草（たいまそう）とも呼ばれる。
茎の皮の植物繊維は、木綿や合成繊維が普及するまで麻繊維・麻布、として主に用いられていた。大麻草の成熟した茎及びその製品（樹脂を除く）並びに大麻草の種子及びその製品を除いた、大麻草（カンナビス・サティバ・リンネ）及びその製品は大麻取締法で禁止されており、2022年時点では主におお麻として神道における神具向けなどが生産が許可されている。戦前までは麻といえば、おお麻（ヘンプ）を意味したが、2010年代には「麻」と言えば、亜麻（あま、リネン）と苧麻（ちょま、ラミー）を指す。  家庭用品品質表示法で、「麻」と表示することが認められているのは、衣服やシーツの素材として使われている亜麻と苧麻の2種類だけで、おお麻（ヘンプ）は“指定外繊維”となっている。麻の実（種子）は古くは5つの主食のヒトツ・現在は七味唐辛子として、麻の実油は食用や燃料に用いられる。

## 概要
伊勢神宮の神札の大麻と呼ぶ由来となった植物であり、三草のひとつに数えられ、米と並んで主要作物として盛んに栽培されてきた。第二次世界大戦中に農林省が日本原麻を設立した日本でも、終戦後にGHQの指令により規制したが、繊維用の麻まで強く規制され伝統継承の問題が生じされたため、解放後に産業利用と伝統工芸利用を認める改正がされている。20世紀半ばより国際的に薬用の大麻が規制されたが、21世紀初頭には医療大麻、違法かつ非犯罪化という緩い規制への変化、米国首都での嗜好大麻の合法化など例外も増えてきた。
大麻として、1961年の麻薬に関する単一条約で国際統制されるのは、繊維や種子や園芸以外を目的とした花や果実のついた枝端である。一方、日本では大麻取締法の大麻として、カンナビス・サティバ・リンネの繊維型の品種も葉と花穂が規制されており、種子や茎を除外している。葉や花には向精神性のテトラヒドロカンナビノール (THC) が多く摂取すると陶酔する。薬用型あるいは「マリファナ」と呼ばれる。薬用型の代表的な品種ではTHCの含有量は15%を超える。一方、神道における大麻（おおぬさ、あるいは、たいま）は、神に捧げられた布（ヌサ）の多くが麻であったことから麻の字が当てられ、これを形式化した祓い具である。
ヘンプ (hemp) は、繊維型とされ、繊維利用のために品種改良した麻の呼称で、繊維利用の研究が進んだ欧米諸国でそう呼ばれ、規制法で表記される植物名のカンナビスと区別している。ディーゼルエンジンなどに使用できる化石燃料よりも低公害の油をとることもでき、近年その茎から採れる丈夫な麻繊維はエコロジーの観点から再認識されている。産業用ヘンプのTHC含有量は0.3%未満であり、摂取しても陶酔作用はない。
| カナダ         | 34000 |
| アメリカ合衆国 | 3905  |
| ドイツ         | 1501  |
| フランス       | 14500 |
| オランダ       | 2443  |
| スペイン       | 300   |
| イタリア       | 2300  |
| ロシア         | 3800  |
| 中国           | 26800 |
| 日本           | 6     |

広義には、アサは麻繊維を採る植物の総称であり、亜麻や苧麻（カラムシ）、黄麻（ジュート）、マニラ麻、サイザル麻を指すことがあるが、本項目とは別の植物である。

## 種

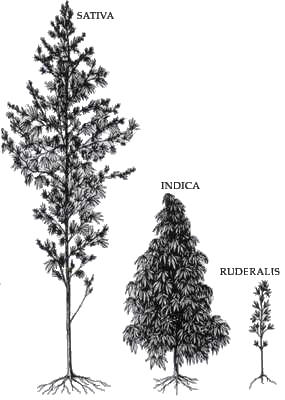
大麻の形態学による違い

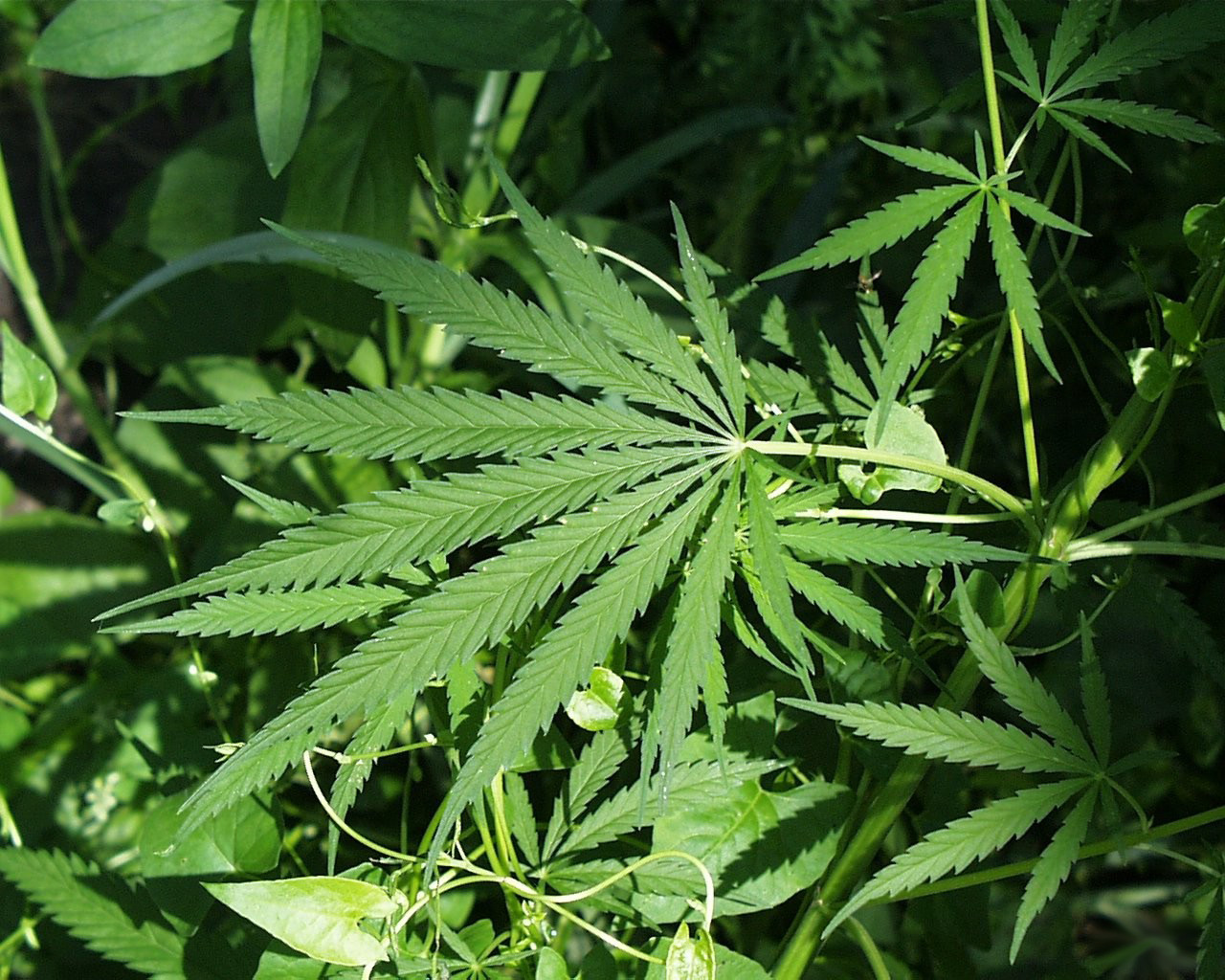
麻の葉

真の野生の大麻は失われており、人間が栽培した種に起源をもつ。現在の分類体系では、単一の種 Cannabis sativa、あるいは sativa サティバだけでなく、亜種インディカ indica との2種、またルデラリス ruderalis を加えて3種として言及される。かつてクワ科とされていたが、DNAの類似性からアサ科にまとめられる。形態的にも、托葉が相互に合着しない、種子に胚乳がある等の点でクワ科と区別できる。
Cannabis
Cannabis sativa L.
C. sativa subsp. sativa
C. sativa subsp. sativa var. sativa
C. sativa subsp. sativa var. spontanea
C. sativa subsp. indica
C. sativa subsp. indica var. indica
C. sativa subsp. indica var. kafiristanica
C. sativa subsp. ruderalis
カンナビス・サティバ Cannabis sativa は、フックスが1542年の草本誌で最初に用い、欧州の麻（hemp）が描かれていた。1753年の『植物の種』（Species Plantarum）でリンネが、単一型として割り当てたが、しばらくするとラマルクは短く精神作用のあるインディカ indica をインド亜大陸の形態学的に異なるものだと説明した。シュルテスや Anderson は、形態学的に Cannabis sativa L.（高く育ち、繊維、種子、精神作用に使われる）、Cannabis indica Lam.（短く、ハシシがとれる）、Cannabis ruderalis Jan.（短く、枝分かれがない）の3種を推定した。
2003年の短い反復配列によるDNA指標は、繊維型と薬物型を明確に区別しなかった。繊維型と薬用型の区別は、THCの量によって決定されており、形態的な区別はできない。
2004年、 Karl Hillig と Paul Mahlberg は157種の麻の体系的な化学分類を行い、現在のカザフスタンにおけるサティバ sativa の起源的な発生地、西ヒマラヤを起源とするインディカ indica の地図を描き、また中央アジアの ruderalis は第三の遺伝子プールが推定される。サティバとインディカの分裂は人間の介入に先行している可能性があった。カンナビノイドの合成につながる遺伝的な起源は、インディカにあるようである。2005年の研究も断片長多型がこれを裏付ける。また、8か国53の大麻から、ルテオリン-C-グリクロニドはサティバから検出されるが、インディカからの検出はまれであり遺伝子流動が制限されている。
2011年に、麻のゲノムの草案が発表されている。薬用型と繊維型の遺伝子的な相違は、用途によって栽培してきた慣行によりヒト遺伝子に喩えるとヨーロッパ人と東アジア人の程度であるが、サティバとインディカでは栽培の慣行のためかその祖先を同定することは部分的にしかできない。2019年の調査では、最も古い indica の花粉はおよそ32,600年前のものである。
本項とは別の植物として、広義に麻とされる種類には、イラクサ科の苧麻（カラムシ）、アマ科の亜麻など、植物学上の分類が異なる20種類がある。これらに麻の字があてられたのは、屋根の下で茎をこすり繊維を取り出すことからきており、強くて長い繊維を総称しているため、明治以降に外来のマニラ麻などと区別するために、本項アサが大麻と名付けられた。ほかにアオイ科の黄麻（ジュート）、バショウ科のマニラ麻、キジカクシ科のサイザル麻もアサと呼ばれることがある。

## 形態・生態

緑色は世界における麻の生育に適した気候を持つ地域

雌雄異株。高さ1 - 3メートル (m) になる一年草で、110日（約4か月弱）で高さ2.5 mに成長する。品種や生育状況によりさらに高く成長する。茎や葉の裏に細かい毛を密生し、球状の腺が散生して特異な臭いを出す。葉は下部では対生、上部では互生する。掌状複葉で、小葉は5 - 9枚つき、長さ5 - 15センチメートル (cm) 、幅0.3 - 3 cm、葉縁には鋸歯がある。葉身の表面には基部が膨らんだ硬い毛が密生し、ざらつく。
花期は7 - 8月。枝先または葉の腋から花序を出し、雄株は多花、雌株は少数花。雄花は5個の花皮片と5個の雄蕊からなる。雌花は1枚の苞葉に包まれていて、2本の花柱だけが見える。染色体数は、2 n=20。
ヒマラヤ山脈の北西山岳地帯が原産地といわれている。生育速度と環境順応性の高さから、熱帯から寒冷地まで世界中ほとんどの地域に定着している。日本には古く中国から渡来し、弥生時代には栽培されていたといわれ、北海道から琉球にかけて逸出した個体がときに見られる逸出帰化植物とされる。ただし、日本での栽培は大麻取締法によって禁止されており、逸出したアサの拡散を防ぐために毎年刈り取りが行われるところもある。
栽培植物としては非常に急速に成長する。アサは生育が早い一年草であり、生育の際に多量の二酸化炭素を消費し、繊維質から様々な物が作れるため、地球規模での環境保護になるという意見もあり、実際にバイオマス原料植物として各国で研究・実用化が始まっている。

### 逸話
麻の中の蓬（よもぎ）ということわざは、まっすぐ育つ麻の中ではまがりやすいヨモギも曲がらないということで、麻は凡人を感化する善人にたとえられている。生育速度が早く、忍者が種を蒔いて飛び越える訓練をした逸話などが残っている。

#### 麻の葉文様

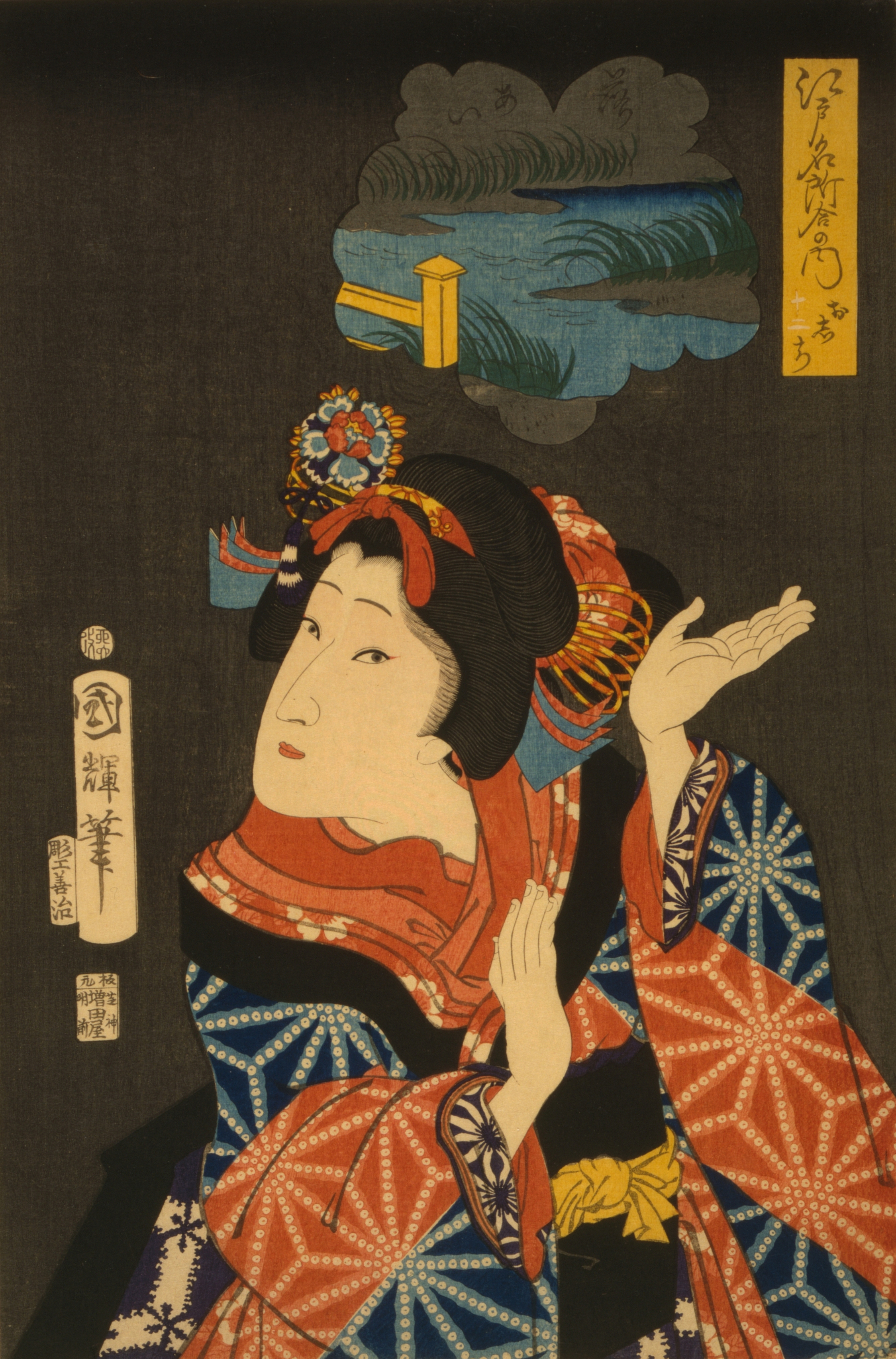
二代目 歌川国輝作。八百屋お七。1867年。

麻の葉文様は、平安・鎌倉時代から様々な場面での意匠として使われてきた。神社の神紋や、家紋にも使われる。
日本では、赤ちゃんに麻の葉模様の産着を着せることは、麻のようにすくすく育ってほしいという願いが込められている。19世紀の日本では歌舞伎役者の影響から特に若い女性に人気の着物の柄で、それだけでなく定番の模様であった。編み物や籠の編み方に、麻の葉編みがある。

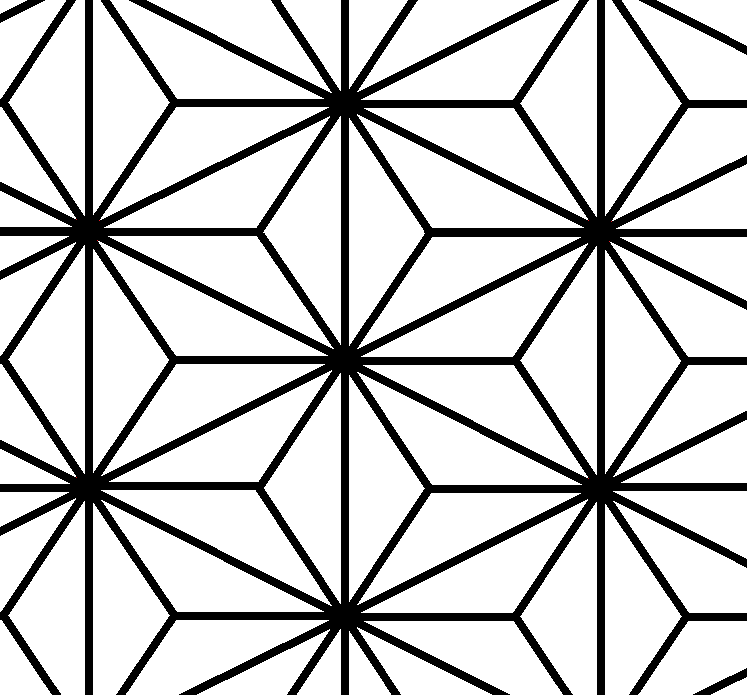
麻の葉文様。この形が基本だが、これだけでなく種類は様々にある[25]。

## 成分
葉・花には薬理作用がある成分が多く含まれる。特に、雌の花穂に樹脂が生成され、THCが多く、これを原料にハシシが製造される。
麻には、100以上のTHCのようなカンナビノイドが含まれる。体内では神経調節物質としてエンドカンナビノイド（内因性カンナビノイド）が産生され、そのカンナビノイド受容体は全身に広がっており多くの異なる機能に関与しているため、そのことが大麻の医療応用性の広さの理由となる。麻の実（種子）にも少なくとも鳥の餌用として日本で販売されていた10製品や、麻油から少ないながらカンナビノイドは検出されている。
また麻には、テルペンが含まれ、植物的な匂いを発し、抗炎症性、抗菌性、抗不安または鎮痛性がある。食品香料として承認されており一般に安全である。カンナビノイドと相乗作用があるという化学特性を示している。リモネン、ミルセン、ピネンが優勢だが、麻の乾燥と貯蔵により損なわれβ-カリオフィレンの割合が相対的に増える。他に含まれるテルペン。
- リナロール[30]
- ネロリドール[30]

こうしたテルペノイドは他の食品において上述の様な作用が見いだされるため、単離されたTHCなどとは異なった作用を示す、大麻の効果の一部分である可能性がある。
麻に21種類のフラボノイドが特定されており、麻特有のカンナフラビンAには抗炎症作用がある。

## 品種
アサに含まれる陶酔成分がテトラヒドロカンナビノール (THC) であり、その効果を打ち消す成分がカンナビジオール (CBD) である。
アサの薬用型、繊維型といった品種は、THC と CBD の含有率によって決定され、薬用型では THC が2-25%含まれ CBD は少なく、繊維型では CBD が THC よりも多く THC が0.25%未満である。アメリカ、カナダ、オーストラリアでは、THC が0.3%未満の品種を産業用ヘンプと呼ぶ。40ほどの品種が登録されている。一方、薬用型ではTHCの多いものは5-25%であり、代表的な品種では15%以上である。2010年代にはCBD濃度が17%といった薬用型の品種も開発されている。
日本の本州に自生するアサは、THCの含有率が0.08%から1.68%であり、CBDの多い繊維型である。日本では、後述する品種が改善された「とちぎしろ」で THC が0.2%から0.3%、古来栽培されてきた在来種では1%前後である。
一般に、登録された種苗は、品種の純性を保つために専門機関によって隔離栽培され、種子が栽培者に提供される。この仕組みを遵守することで、産業用に栽培される大麻に向精神性の成分が含まれないようにすることは十分に可能であり、事実フランスなどでは問題は起こっていない。

### とちぎしろ
それでも昔から生産者の間では収穫期のアサ畑では「麻酔い」をすることが経験的に知られていた。品質のいい白木という品種に、無毒の在来種をかけあわせて、1974年から品種を改善しており1982年に品種名「とちぎしろ」として種苗登録された。無毒アサ、無毒大麻と呼ばれている。THC含有率は0.2%であり、先に述べた産業用ヘンプの基準にも適合する。1984年には栃木県の麻はすべてとちぎしろに転換され、それからも品種の選別、精製過程の改善を経て期待通りの製品が出荷できるまでになった。厚生省麻薬取締部の鑑定では、3地点から採取されたとちぎしろのTHC濃度は0.07-0.15%の範囲と低く、またTHCの作用をおさえるCBD濃度の方が高いことから、仮にこれを濃縮してもTHCの作用は得られないと推察された。麻酔いはあるのかについて、2021年には厚労省が複数の大麻栽培農家の尿検査を実施し検証し、成分が検出されなかったことから、麻酔いは確認されなかったとした。
アサはその繁殖プロセスから、花粉が周囲2km程度に飛散する。THCの多い種と交配することで容易にTHCの多い種になることから、1984年には栽培種をすべてとちぎしろに移行し、無毒の状態は毎年検査され保たれている。薬用型は、葉の先の色が違い一見して分かるが、それが生育していたことはない。
それでも栃木県は種を厳重に管理して県外への譲渡を認めておらず、2016年12月には規定を改正して県内栽培者に県外からの研修生や見学の受け入れを禁止した。
なお、日本の大麻取締法第22条の2の2は、「大麻の濫用による保健衛生上の危害の発生を防止するため必要な最小限度のものに限り、かつ、免許又は許可を受ける者に対し不当な義務を課することとならないものでなければならない」としている。

### 薬用
薬用のアサは、露地栽培または水耕栽培で育てられる。
鑑定資料や系統種の保存のために栽培されることがあり、東京都薬用植物園の「ケシ・アサ試験区」でも厳重なフェンスに囲まれて栽培されているところを鑑賞できる。
特に屋内栽培では、照明や空調などで大量の電気を必要とする。2012年には、大麻草を栽培していたマンションの一室で、電気系統の発熱によって火災報知器が作動したことで、栽培が発覚する事件が発生している。

### 違法栽培
北海道では、自生するアサを乱用目的で不正採取する事件が度々発生しており、問題視されている。戦前、漁網等の繊維採取を目的とした麻の生産が奨励されていた時期があり、過去に栽培されていたものが野生化しているため、人里に近いことが多く、特に北海道が野生化に適しているようである。
基本的に発芽防止処理が施されているが、鳥の餌用の麻の実から大麻を栽培し逮捕された例はある。七味唐辛子の麻の実から発芽させたというのは偽証であった。（後述するが種子は国際法、日本法共に規制対象ではない）

## 規制
ヨーロッパ、カナダ、オーストラリアでは、産業用ヘンプに登録された品種であれば、葉や花穂をも商品として用いることができる。EUではTHC濃度が0.2%以下の品種であり、自治体などへの届け出は必要とするが特別な許可証は不要である。一方、日本では産業に適した繊維型の品種であっても、葉と花穂が規制されている。
1961年に制定された国際条約である麻薬に関する単一条約にて、大麻として規制下にあるのは、大麻植物の枝端から離れた種子及び葉を除いた、花や実のついた枝端で樹脂が抽出されていないものである。その第28条においては「この条約は、もっぱら産業上の目的（繊維及び種子に関する場合に限る）又は園芸上の目的のための大麻植物の栽培には、適用しない」とされ、産業用途の大麻は規制の対象とされていない。
大麻取締法は規制対象の大麻について、その1条で『この法律で「大麻」とは、大麻草（カンナビス・サティバ・リンネ）及びその製品をいう。ただし、大麻草の成熟した茎及びその製品（樹脂を除く）並びに大麻草の種子及びその製品を除く』としている。繊維型の種まで葉と花穂を規制している。日本では、アサの栽培には大麻取扱者の免許が必要である。第24条が「みだり」に所持することを禁止している。ただし使用についての罰則規定はない。

## 歴史

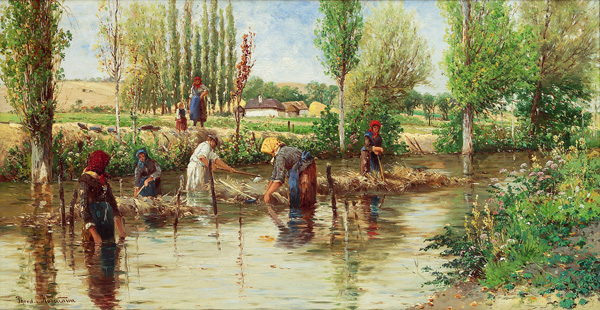
大麻繊維を採取する農民を画いたテオドール・フォン・ヘルマンの絵

カンナビス・サティバ (Cannabis sativa) は、繊維と、穀物としての実のために12000年前には中央アジアで栽培され、急速に広まっていった。2019年の考古学的調査の集成からは、大麻の起源はチベット高原の青海湖周辺であると推定され、最初欧州へ次に中国東部へと広まった。2021年には110種の大麻のゲノムから、最初の栽培は新石器時代初期に東アジアで開始され、現在用いられるすべての麻の種は中国の種から分岐しているとされた。人類による植物の栽培の早期から人類と共存してきており、それは人類による栽培ゆえに真の野生種は絶滅したと考えられているほどである。縄文時代早期から前期の日本の9500-10500年前の複数の貝塚からアサの果実（実）が見つかっており、栽培された可能性は高いが、いずれにせよ食用であるため利用されていたことには間違いがない。
薬としての最初の使用は、起源前2700年前の伝説の中国の皇帝の神農の教えを伝える2世紀の『神農本草経』に書かれている。『神農本草経』には、麻の花穂「麻蕡」（まふん）として集録されるが、古代中国の文書でもこのようなシャーマニズム的な使用はみられない。中国の新疆ウイグル自治区にて、2700年前に精神活性あるいは占いに用いられたとみられる大量貯蔵された大麻が発掘されており、2500年前の中国の古代都市の車師の墓地からも、花穂の特徴から摂取を目的としたと考えられる大麻が出土している。シャーマニズムは中国ではむしろ制限されてきたが、インドでの大麻の普及に貢献した遊牧民族に一般的である。ヒマラヤで発展した仏教の密教では、瞑想を容易にするため大麻が用いられた。

### 日本

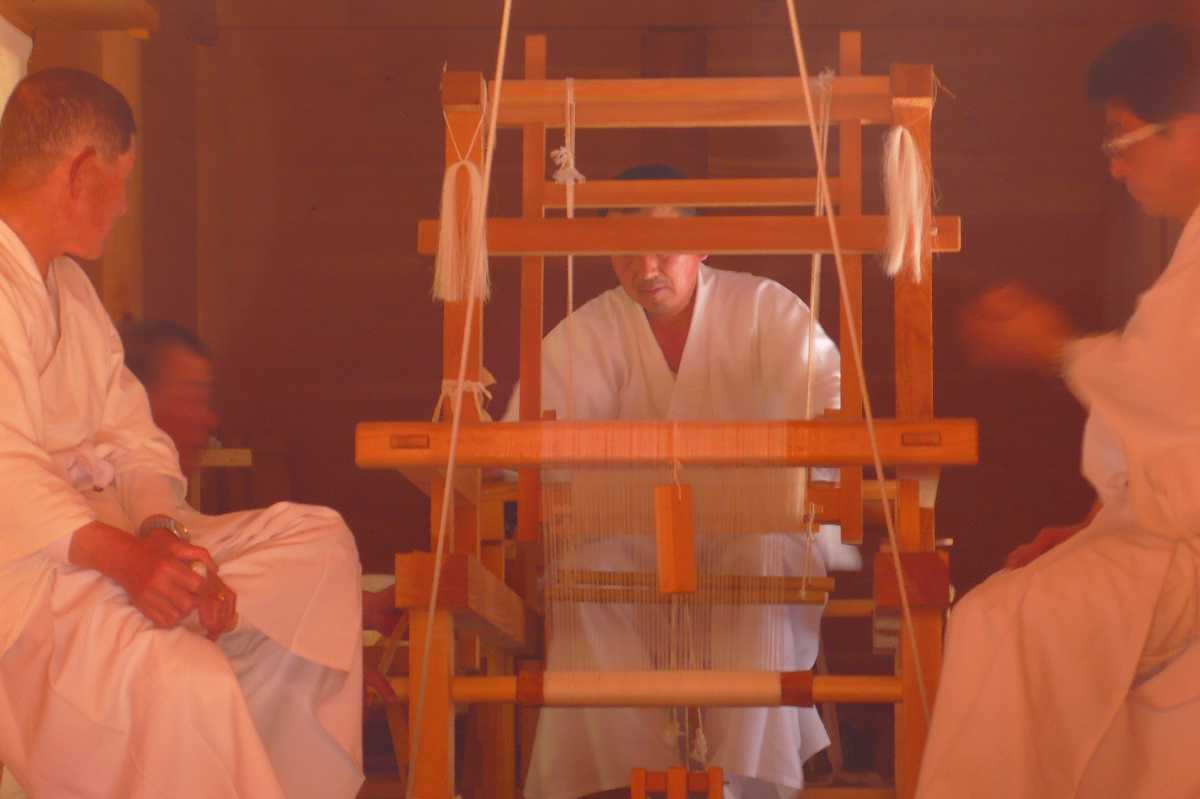
皇大神宮所管の神麻続機殿神社において宮中祭祀である神御衣祭で用いる麻の繊維の衣服を織る様子（無形民俗文化財）

述べたように日本での利用の考古学的証拠は約1万年前にさかのぼる。弥生時代の布はほとんどが麻製であった。
『後漢書』の『東夷伝』や『三国志』の『魏志倭人伝』にも記述が見られる。『風土記』にも記されている。
縄文時代早期の時代の複数の貝塚から麻の果実や縄が見つかっており、麻は古くから食用、衣類用に栽培されていた可能性が高い。身近な植物であったのか『万葉集』（629〜750）には麻に関する歌が28首収載されており、例えば藤原卿は「麻衣 きればなつかし 紀伊国の 妹背の山に 麻蒔く吾妹 」と、娘子たちが麻の種を蒔いている様子を詠んでいる。戦国時代に木綿の栽培が全国に広まるまでは、高級品の絹を除けば、麻が主要な繊維原料であり、糸・縄・網・布・衣服などに一般に広く使われていたし、木綿の普及後も、麻繊維の強度が重宝されて、特定の製品には第二次世界大戦後まで盛んに使用されていた。また、麻の茎は工芸品に使われ、種子は食料になっていた。1625年（寛永2年）には、両国薬研堀（現・浅草）の「やげん堀中島」にて七味唐辛子が開発され販売されるようになり、七味は1656年に日本橋の「大木唐からし店」からも、また1736年には長野善光寺の「八幡屋磯五郎」、京都清水寺の河内屋は1816年に「七味屋」に改め、そうした老舗から製造されるようになる。
神道では神聖な植物として扱われ、日本の皇室にも麻の糸、麻の布として納められている。『古語拾遺』（807年）に神道の祭祀で貢った品物の中に麻も含まれ『延喜式』にも同様である。古来の古墳からは荒妙（あらたえ）だけでなく、現在絹で作られる和妙（にぎたえ）も麻で作られていたことが分かっている。伊勢神宮の特に重要な祭典では、麻を頭に巻いたりたすき掛けにしたりしており、この祭式は貫前神社の式年遷宮など、他の神社の遷座の際に見られる。
徳島の大麻比古神社（おおあさひこ-）は、阿波国一の宮とされる社格があり、神紋は麻の葉紋であり、社伝によれば天太玉命（あめのふとだまのみこと）の子孫である天富命（あめのとみのみこと）が勅命によって阿波国（あわのくに）に来て、麻や穀の種を撒いたということであり、天太玉命を大麻比古神としてここに祀った。『古語拾遺』によれば、天富命が天日鷲神（あめのひわしのかみ）の孫を率いてよい土地を求めて阿波国に訪れ種を撒いた。
また『古語拾遺』では、さらに良い土地を探すものが忌部から分かち、東方にて麻や穀を撒きそこを総国（ふさのくに）と言い、忌部の居る地を安房郡（あわのこおり）と呼び、そこに天太玉命の社を立て、安房社（あわのやしろ）と呼ばれているとある。『古語拾遺』によれば、現在の千葉県にあたる古名「総国」は麻の稔る土地であることから命名されたと伝えられている。総国は朝議に必要な麻の生産地ということに由来し、7世紀末の木簡にも「上捄国」との記載があり、「捄」が麻の稔った房を意味することからこうしたことが裏付けられている。（総国には諸説あり、忌部氏#阿波忌部の東遷説話も参照）
印度大麻煙草はぜんそくの薬として、1880年代の朝日新聞、1890年代の読売新聞に広告が出されている。
栃木では麻の在来種に「白木」「赤木」「青木」があり、品質のいい白木が多く栽培されてきた、栃木県農業試験場は1917年（大正6年）には、日本の研究拠点となり、1929年には麻の優良品種「栃試一号」を開発し、また「南押原一号」もであり、全国の作付けのおよそ半分を栃木県が占めた。戦前、日本の小学校の教科書では栽培方法や用途が教えられ、中学生や教員には、昔から広く栽培され、特に衣服に重宝されたと教えられている。1940年には、繊維の需要拡大により麻の流通を統制するための一元機関として、農林省が日本原麻を設立する。
このように日本においては、第二次世界大戦以前は国家により大麻の栽培・生産が奨励されていたが、戦後の1947年（昭和22年）4月23日に連合軍総司令部（GHQ）がポツダム宣言に基づき公布した大麻取締規則、その後の大麻取締法によって、産業用大麻にまで規制強化を行うようになった。GHQが日本に公布した「大麻取締規則」をさかのぼると、アメリカ合衆国での万国阿片条約に基づいた、アメリカ国内での厳しい大麻取締規定であるが、国際あへん会議での大麻についての議論であったため、大麻の独特の薬理作用と、ほかの麻薬との作用の違いが不明確なまま、麻薬とされるに至ることになった。
日本における大麻の栽培者数は、1950年代には2-4万人であったが、1960年代には1万人を下回り、大幅な減少を続けていくことになる。1963年には、大麻所持の罰則が「懲役3年以下または3万円以下の罰金」から「懲役5年以下」へと改正されて重罰化されたが、この際に何らかの根拠を伴って重罰化された訳ではないとする主張もみられる。事実上新規での栽培許可が出ないため、1994年には栽培者は157名、2009年末には56人にまで減少している。1970年、1979年、1985年ごろにも麻ブームは起きている。生産面積で言えば戦前1-2万ヘクタールであったものが、2015年には6ヘクタールである。なおこれは合法な栽培者であり、違法栽培ではたびたび逮捕者が報道されている。2016年から17年にかけて、和歌山県にて記録上最大規模となる大麻草1万1千本の違法栽培が摘発されている。
栃木県の野州大麻は神道の神事用に栽培され、広島県では漁網、長野県では畳糸であり鬼無里（きなさ・地名）での技術が高く、繊維では滋賀県の近江上布、岩手県の亀甲織、奈良県の奈良晒（ならざらし）のように伝統工芸として残っている。近江上布は、苧麻の糸と麻の糸とが組み合わされて用いられる。群馬の岩島麻は、過去に上州北麻と呼ばれ「吾妻錦」「黄金の一」といった最上級の製品を生産しており、織物としての風合いがよく幻の麻と言われる。1977年には岩島麻保存会が発足し、後に群馬県選定保存技術第一号に認定されている。天皇即位の大嘗祭（だいじょうさい）は、徳島県の（阿波忌部の末裔）三木家による麻の献上が通例であったが、1990年の天皇即位の大嘗祭では、技術が途絶えた徳島に岩島麻保存会が技術を提供した。
薬物としては雑誌『小説公園』がアンフェタミン（覚醒剤違法化直後）の乱用全盛期の1955年5月号で、検挙者に大麻たばこの喫煙者が混じっていることが記されているが、厚生省の記録では最初の違反者は1963年である。アメリカのカルチャーが輸入されるにつれ、1971年の『週刊朝日』、『週刊ポスト』はマリファナが中高生に広がっていることを報道し、冷静に賛否両論を取り上げた。1977年にフォーク歌手の井上陽水が逮捕されたのをきっかけに報道で大きく取り上げられるようになり、事実を認め30分で終了した超スピード裁判が行われ、『毎日新聞』「記者の目」では関元が「たかが大麻で目クジラ立て…」と危険性少ないとし、畠山和久が「マリファナ論争―大いに目くじら立てるべし」、関元が「もう一度いう―目くじら立てるな」などと賛否両論を展開した。この時期、ジャーナリストの田原総一朗は、大麻をいいとは思わないのだけれど、全人格を否定するようなファシズム的な報道姿勢や、マスコミを躍らせている秩序強化、保守化現象を考えなくてはいけないと言っている。1980年にはビートルズのポール・マッカートニーが空港で大麻所持にて逮捕されたが、入国していないということで釈放されたこともあった。
1993年には大阪ミナミに麻製品や喫煙具を扱った「大麻堂」が開店し、1995年に中島らもは『アマニタ・パンセリナ』にて大麻の効果を解説する。2001年には大麻専門誌『BURST HIGH』が創刊（後に廃刊）。
21世紀となり、日本麻の入手が難しくなり、神社のしめ縄などが中国などからの輸入麻や、ビニールで作られることが多い。このため2015年には伊勢市に伊勢麻振興協会が発足し、三重県の神事用の麻を国産で賄いたいと皇學館大学と三重県神社庁を中心として神社関係者が発足させており県に麻栽培を申請している。2018年には栽培許可の方向性が示され、200以上の神社に出荷されることとなった。2020年までには、栽培3年目を迎え、神事のために三重県内への出荷が認められている。三重県外への出荷については認可されず、2020年時点で再審査を要求している。
北海道では、過去に衣服や漁網用に使用されていた経緯や土壌改良効果などを見込んで、2013年に「産業用大麻可能性検討会」が開催され、産業用途への再活用が検討されている。また、公的機関による試験栽培なども進められている。2016年には一般社団法人北海道産業用大麻協会となった。
北海道の元・農場試験場長であった菊地治己は、1980年代よりブランド米の「ゆめぴりか」「きらら」を生む品種改良を行ってきた人物で、2011年に退職してから、かつて繊維用の大麻栽培が盛んで適した土地である北海道にて、THCが0.3%以下の品種の栽培を振興する目的で、2013年に北海道ヘンプ協会を設立、品種改良を施そうとしているが法律が障壁となって難航してる。
東京でも麻糸を紡ぐことを教える取り組みが行われている。

### 中国
「麻」という漢字は、音を表す「𣏟」と意味を示す「石」の原字からなる形声文字で、「砥石」を意味する単語を表記する。この文字を「アサ」を指す単語に当てるのは仮借による。『説文解字』では「广」と「𣏟」とを組み合わせた会意文字と説明されているが、甲骨文字や金文の形を見ればわかるようにこれは誤った分析である。
紀元前5世紀の歴史家ヘロドトスは、スキタイ人が大麻を娯楽に使って楽しそうにしている様を叙述している。中国では産業麻の栽培は続けられてきた。

### 欧米
16世紀まで続いた大航海時代には船の帆布、縄、紙、オイルなどで麻の需要は高かった。1619年、ヴァージニアのジェームズ・タウン植民地にて、農業生産者に麻の生産を奨励する法律が制定され、各州はそれに続き、1800年ごろまでお金の代わりに麻で納税することもできたし、生産が不足した際に麻を生産しなければ生産者を投獄した州もあった。また西洋圏における喫煙という習慣の伝搬は、15世紀末のコロンブスによるタバコの発見による。
1839年にアイルランドの医師ウィリアム・ブルック・オショーネッシーが、インドでの大麻の使用から動物で実験してその抽出物をチンキにし、イギリスと北米の医師にインド大麻を広めることとなった。1899年に、イギリスの化学者がカンナビノール (CBN) を単離した。19世紀のヴィクトリア朝時代のイギリスでは薬局などで自由に販売されたが1928年に（改正）危険薬物法にて大麻の娯楽的な使用は禁止される。
1923年に、アメリカのニューオリンズでジャズの人気と共に大麻の使用があり、アメリカで初めて大麻を禁止した都市となった。1937年にマリファナ税法が制定され、後にジャック・ヘラーは『大麻草と文明』(The Emperor Wears No Clothes, 1985)にて、政治家と資本家の癒着があり、石油や木材から作ることのできるあらゆる製品が大麻からも作ることができるという理由があったため大麻が規制され、デュポンの木材パルプから紙を作る特許などが挙げられると解説した。黒人差別と結びついたもので悪魔の草とされ、このアメリカの論理は世界に押し付けられていく。そして禁止の後に1964年に大麻の成分であるTHCが同定されており、条約の制定時点では科学的根拠が確固としたものではなかった。
アメリカ文学のビートニクは大麻を取り入れ、ジャック・ケルアックはその小説『路上』（on the load, 1957）で、マリファナを登場させ、ウィリアム・S・バロウズは『裸のランチ』『ソフト・マシーン』『爆発した切符』（各1959、1961、1962）の三部作を自分で作ったハシシ（大麻樹脂）のキャンディー「マジューン」を毎日食べながら書いた。『吠える』(Howl) で有名なビート詩人アレン・ギンズバーグは、『破滅を終らせるための第一宣言』で、喫煙者として大麻の不当な規制について書いた。ビートルズにボブ・ディランがマリファナを教え、ヒッピーのカルチャーに根付き「愛と平和」と叫ぶのである。
元ハーバード大学心理学教授で、意識の改革者ティモシー・リアリーの逮捕に起因するリアリー対合衆国裁判によって、1969年にマリファナ税法は違憲とされ翌年、規制法が新たに設けられる。なお、勝訴の結果に殺到した報道の前でリアリーはカルフォルニア州知事の立候補を宣言し、ジョン・レノンが応援ソングカム・トゥゲザーを作成するが、再び逮捕され、そして脱獄するのである。
引き続きイギリスでは大麻を医薬品として処方できたが、アメリカからの外圧が10年続き遂にイギリスの1971年薬物乱用法に含まれることとなり、医薬品としても禁止された。一方、1973年にオランダは個人的な大麻の娯楽的な使用を非犯罪化した。
先に述べた1985年の『大麻草と文明』によって欧米で麻が再び注目を集めることとなり、60万部以上が販売された。アメリカの影響でフランスを除き禁止されていた産業麻の栽培が、1993年にイギリス、翌年オランダ、1996年にドイツ、1998年にカナダで開始される。また、1996年にはアメリカのカルフォルニア州の州法にて医療大麻の使用が容認された。
アメリカ合衆国では、1970年の規制物質法により繊維用の麻の栽培にも麻薬取締局 (DEA) の認可が必要であり20州ほどで許可されていたが、2014年農業法は、ヘンプ（精神作用のある成分を含まない麻）の栽培を限定的に許可し、2015年の産業麻農業法 (Industrial Hemp Farming Act) はTHC含有量が0.3%未満の麻を規制リストから除外し、産業麻の生産を可能とした。2014年農業法によって、33の州が産業大麻のための法案を可決し、2017年に38州が法律を検討し15州が制定している。
医療大麻を合法としたアメリカの州は半数を超えており、嗜好品としての娯楽利用の大麻も罰則のない非犯罪化され緩く規制され、首都ワシントンDCのように合法化されている場合もある。
2015年の米国議会調査部（CRS）の報告書では、麻製品（産業麻）の市場は、フランス、イギリスやルーマニア、ハンガリーでも活発である。

### ジャマイカ
ジャマイカは植民地となった後、先住民族はその過酷な労働によって絶滅し、代わりに黒人が輸入され、インド人がガンジャを持ち込み、後に起こってきたアフリカ回帰運動であるラスタファリズムでは、聖書に書かれた生命の樹はガンジャであるといった信仰が生じた。
1970年代までのミュージシャンが愛用した喫煙用大麻には、ジャマイカの在来種が含まれていた。ジャマイカの在来種は、テトラヒドロカンナビノールの含有量が少なく効き目も穏やかであり、花、香り、風味、陶酔感などに独特の特徴を備え人気があったが、麻薬撲滅運動の中で目立ちやすい在来種は引き抜かれ、外来種に置き換わっていった。
ジャマイカの2015年改正危険薬物法は、ラスタファリの信仰の自由においての大麻（ガンジャ）の使用を許可した。

### ほかの地域
インドにおける大麻文化では『アタルヴァ・ヴェーダ』にて幸福の源だと言及され宗教との結びつきがあり、また医療としての使用も紀元前1000年ころに始まった。それぞれの州は各々の州法で規制をおこなっている。いくつかの州ではバングの販売を許可制にしている。また個人の持ち歩いてよいとする量を定めている州や、購入者の年齢を制限している州もある。
イスラム教圏では、大麻に寛容であり、アルコールに厳しい。

## 用途
麻は食用、薬用、繊維、製紙などの素材として用いられる植物である。

### 繊維

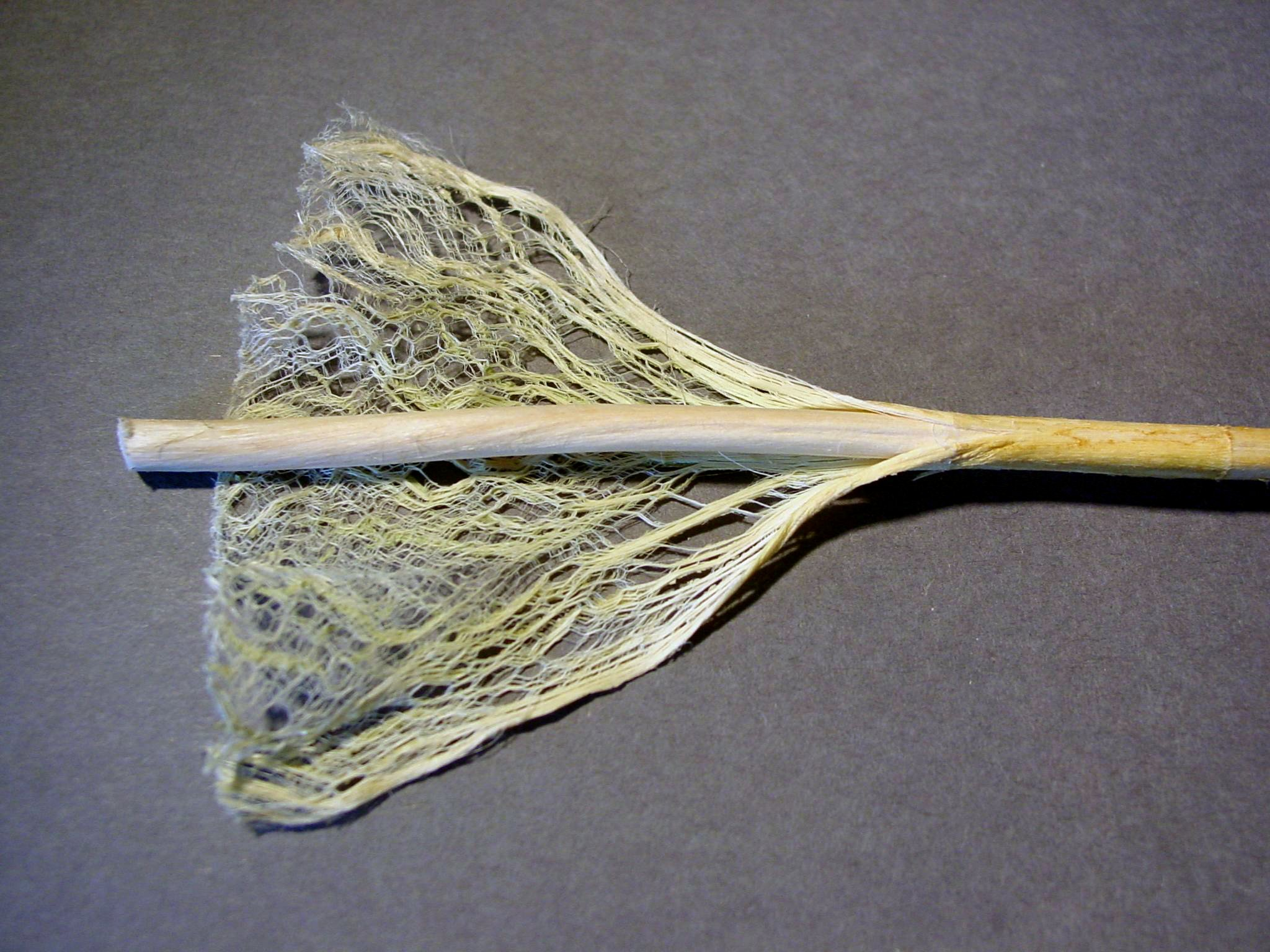
麻の茎の繊維

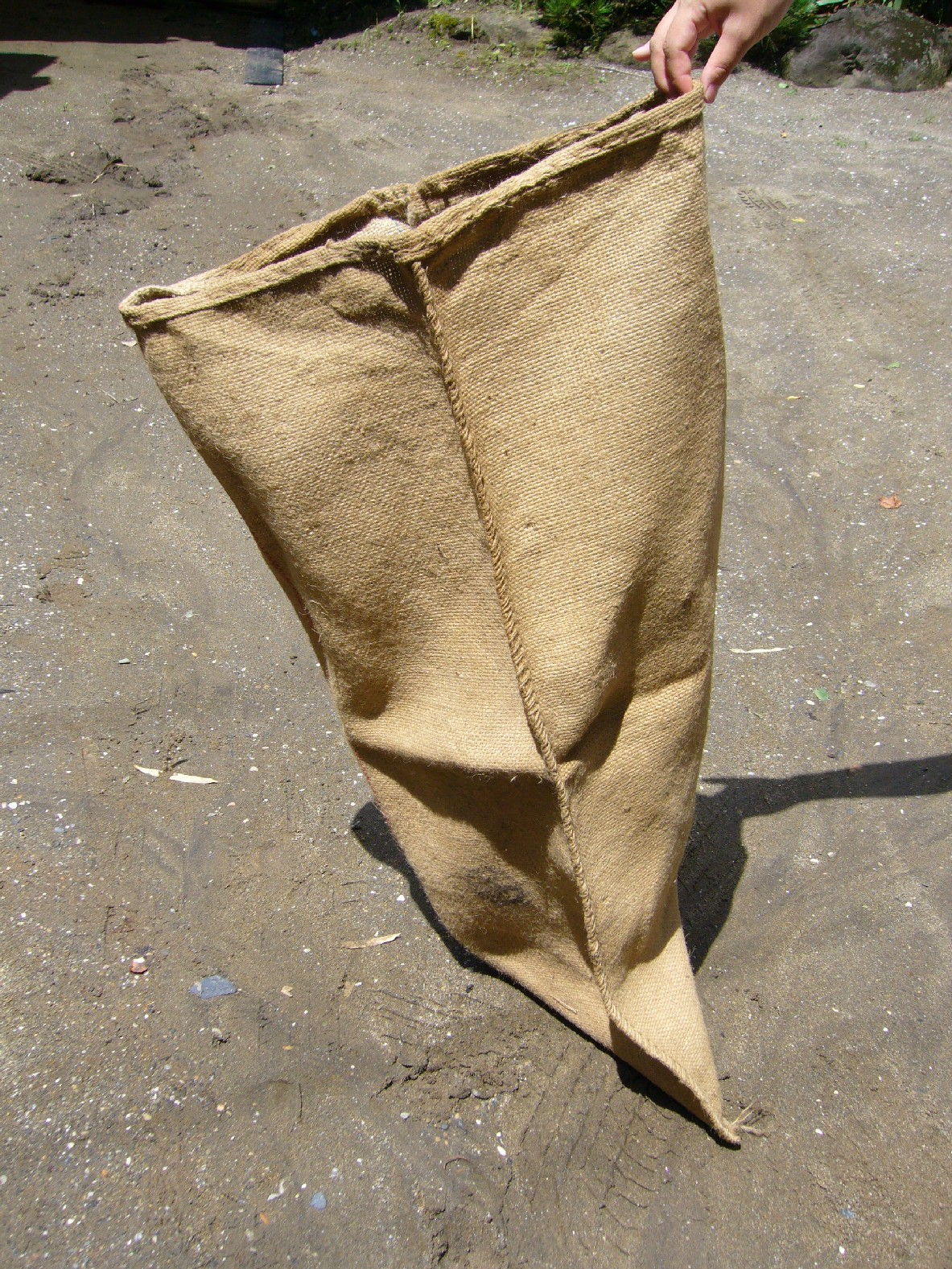
麻袋（南京袋）

大麻から得た植物繊維から様々な製品が製造されている。衣類・履き物・カバン・装身具・袋類・縄・容器・調度品など。麻の織物で作られた衣類は通気性に優れているので、日本を含め、暑い気候の地域で多く使用されている。綿・絹・レーヨンなどの布と比較して、大麻の布には独特のざらざらした触感や起伏があるため、その風合いを活かした夏服が販売されている。大麻の繊維で作った縄は、木綿の縄と比べて伸びにくいため、荷重をかけた状態でしっかり固定するときに優先的に用いられる。伸びにくい特性を生かして弓の弦に用いられる。また日本では神聖な繊維とされており、神社の鈴縄、注連縄や大幣として神事に使われる。横綱の締める注連縄も麻繊維で出来ている。
産業用（麻布等）栽培は、国際連合食糧農業機関 (FAO) の統計サイト FAOSTAT Classic によれば、世界における麻の生産量は1960年代は毎年30万トン前後あったものの、1990年代からは6万トン前後となり、20年間で5分の1程度には減少している。ただし、この数値にはインド麻の他にサンヘンプなども含まれている。
麻繊維はエコロジー素材として注目を浴びている。実用的には、大麻の生地は強く、放熱性が高く、汗を蒸発させる効果があり、夏の衣服に向いている。また大麻繊維には抗菌作用や消臭力が認められている。生地は光沢とシャリ感がある。
ただし、日本国内では家庭用品品質表示法で「麻」と表示することが認められているのは、亜麻と苧麻のみであるため、「麻製品」と名乗っていたり、「麻マーク」が表示されていても大麻繊維製品ではない。大麻繊維は「指定外繊維（大麻）」や「指定外繊維（ヘンプ）」などと表記される。
21世紀には、バイオプラスチックとしても用いられる。麻を用いたヘンプクリートと呼ばれる建築資材は欧米で注目をされている。

### 茎
繊維を取った後の余った茎（苧殻、おがら）は、かつては懐炉用の灰の原料として日本国内で広く用いられ、お盆の際に迎え火・送り火を焚くのに用いられる。また、CBDを茎から精製する。CHILLAXYなどのCBD入り健康食品メーカーでは、海外からCBDを輸入し、麻薬成分のテトラヒドロカンナビノールが検出されないことを確認してから、国内で加工して販売している。
出雲大社では麻の茎の先に半切にした生ヒョウタンを刺して柄杓とし、爪剥祭の神事で使用する。これで神水をすくい、献供を行う。つまり、麻茎は柄杓の柄となる。

### 果実
| 項目                 | 分量（g） |
| -------------------- | --------- |
| 脂肪                 | 25.71     |
| 飽和脂肪酸           | 2.91      |
| 16:0（パルミチン酸） | 1.9       |
| 18:0（ステアリン酸） | 0.73      |
| 一価不飽和脂肪酸     | 3.45      |
| 18:1（オレイン酸）   | 3.3       |
| 多価不飽和脂肪酸     | 19.35     |
| 18:2（リノール酸）   | 15        |
| 18:3（α-リノレン酸） | 4.6       |

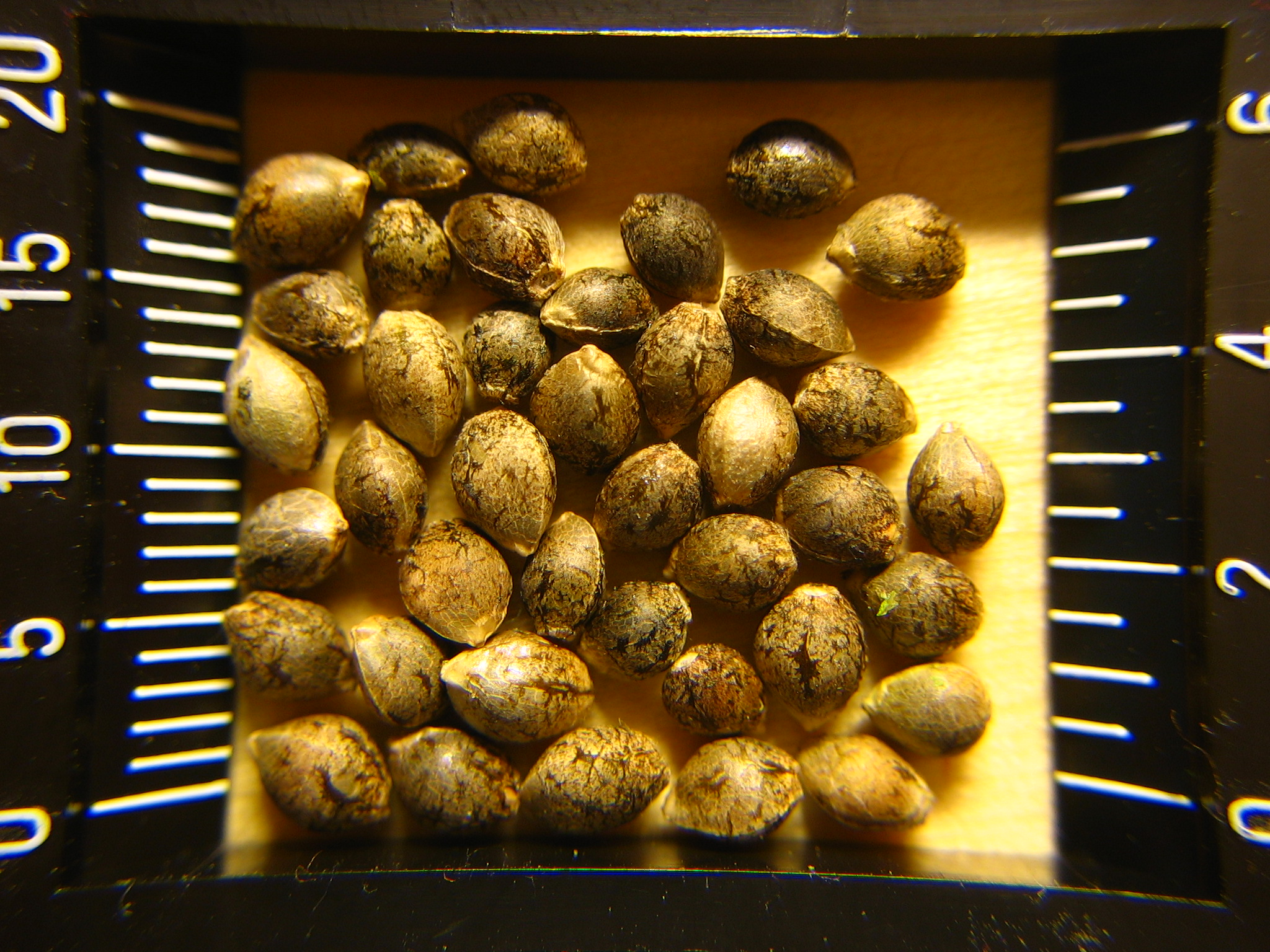
アサの種（実）は麻の実の名で七味唐辛子にも含まれる

果実（実）は、生薬や食品に利用される。生薬としては麻子仁（ましにん）と呼ばれ、陶酔成分はなく穏やかな作用の便秘薬として使われる。栄養学的にはたんぱく質が豊富であり、脂肪酸などの含有バランスも良いため食用可能であり、香辛料（七味唐辛子に含まれる麻の実）や鳥のエサになる。果実を搾ることにより麻の実油を得ることができる。この油を含んだ線香がアロマテラピー用として市販されている。特殊なところでは、菌類学において、水生菌を分離する方法である釣り餌法での標準的な餌として用いられ、卵菌類やカワリミズカビなどをつり出せる。
古代の遊牧騎馬民族スキタイはアサの実を炒っておやつにしていた。
日本の「がんもどき」にもアサの実が入っている。

### 葉および花

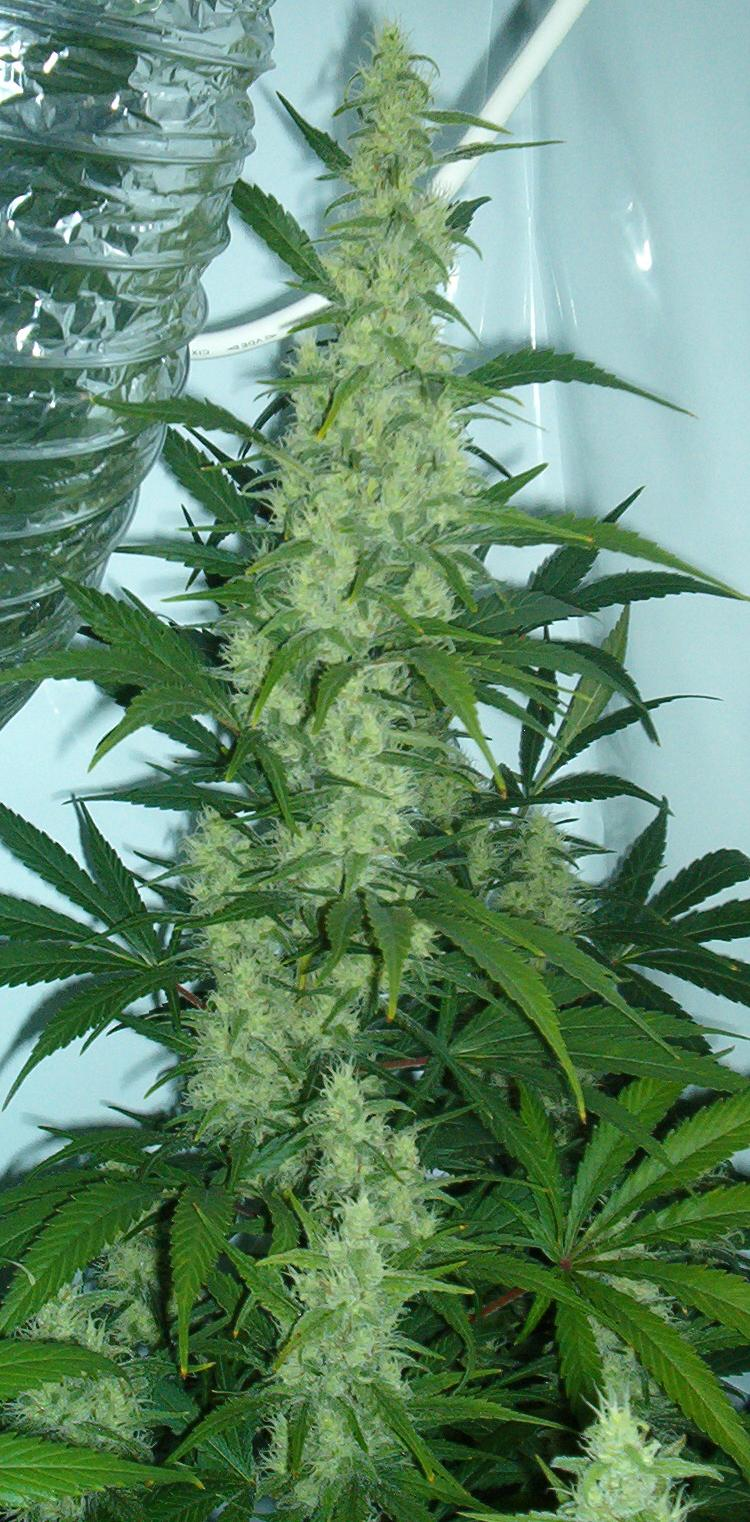
花が咲く雌株の麻。緑色の塊が麻の花。開花しても緑色のまま色づかない

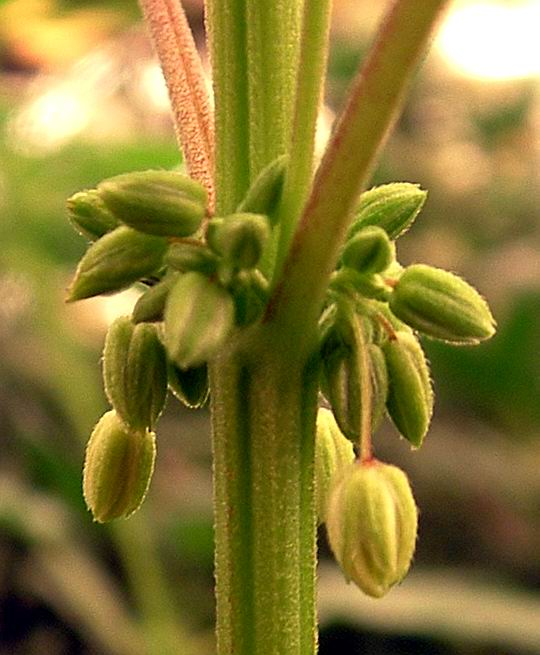
雄株の花。雌株のような塊で咲かない

#### 嗜好品として
葉および花冠には陶酔作用があり、嗜好品として用いられる。陶酔を引き起こす主成分はTHCであるが、これ以外に含まれる成分のバランスによって効果に違いが生じる。
特に、ラマルクにより命名された亜種のインド麻 (C.indica Lam.) は2000年以上前から中央アジアで品種改良され、一般的な大麻より多くの陶酔成分を含むので一般に嗜好品としての大麻と言えばこのインド麻を指す。また、インドやジャマイカなどではガンジャと称される。
アメリカ合衆国の首都ワシントンDCと8つの州で嗜好目的でも合法とされ、一部の国で合法であり、犯罪であるが逮捕せず単に罰金とする非犯罪化の政策をとっている国やアメリカの州もある。

#### 医薬品として
THCをはじめとしたカンナビノイドには医薬品としての効能がある。
日本では1948年に大麻取締法が執行される前で「本剤は喘息を発したる時軽症は1本、重症は2本を常の巻煙草の如く吸う時は即時に全治し毫も身体に害なく抑も喘息を医するの療法に就いて此煙剤の特効且つ適切は既に欧亜医学士諸大家の確論なり」を謳い文句に「ぜんそくたばこ印度大麻煙草」 として販売されていた。また、「印度大麻草」および「印度大麻草エキス」は、1886年に公布された『日本薬局方』に「鎮痛、鎮静もしくは催眠剤」として収載され、さらに、1906年の第3改正で「印度大麻草チンキ」が追加収載された。これらは、1951年の第5改正日本薬局方まで収載されていたが、第6改正日本薬局方において削除された。
アメリカでも大麻そのものの臨床試験は承認されていない。
大麻の抽出成分でできたナビキシモルス（サティベックス）、合成THCのマリノール、また合成カンナビノイドのナビロンなど臨床試験を経て、医薬品として用いられているものも存在する。各国で販売されている。
成分の1つカンナビジオールは、アメリカでエピディオレックスの商品名で臨床試験が進行している。
医療大麻は、アメリカの首都ワシントンDC二十九の州や、カナダ、オランダ、イスラエルといった国で処方箋薬として認可され、治療薬として試みられている。

## 麻を題材にした映画
- 『麻てらす』
  - 第一弾『よりひめ 岩戸開き物語』2017年。監督：吉岡敏朗。
- 『時の絲ぐるま』（2020年） - 監督：石井友規。日本のドキュメンタリー映画。